# Kolej linowa COMILOG
Kolej linowa COMILOG, aż do jej zamknięcia w 1986 roku była jedną z najdłuższych kolejek linowych na świecie.
Jej długość wynosiła 76 km, trasa biegła od Moandy w Górnym Ogowe, południowo-wschodniej prowincji Gabonu do Mbinda w Republice Konga.

W 1954 roku Compagnie Miniere de l'Ogowe (COMILOG), francusko-amerykańska spółka utworzona w poprzednim roku, zdecydował się rozpocząć wydobycie manganu w gabońskiej miasta Moanda. Miasto leżało w głębi lasu tropikalnego, a eksport metalu był dużym problemem. Najbliższą istniejącą trasą, którą można było przeprowadzić transport była linia kolejowa Kongo-Ocean, ale leżał w trudnym terenie, ponad 250 km dalej.
Postanowiono zatem wybudować kolej linową z Moanda do Mbinda, a następnie transportować materiał koleją do portu w Pointe-Noire. Centrum zarządzania koleją linową zlokalizowano w małym mieście o nazwie Bakoumba.
Kopalnia została otwarta w 1957 roku, a kolej linowa dwa lata później. W 1962 roku uruchomiono ruch na linii kolejowej Mbinda-Pointe-Noire dzięki czemu cały urobek mógł być transportowany do portu.
Kolejka linowa składała się z dziesięciu sekcji i miała 858 słupów. Najwyższy z nich miał wysokość 74 m, natomiast najniższy 5 m. Kolej linowa pracowała w trybie ciągłym czyli 24 godziny na dobę, 7 dni w tygodniu.
Kres istnienia kolejki COMILOG nadszedł w momencie uruchomienia kolei transgabońskiej.
Gabon chcąc samodzielnie prowadzić eksport urobku przez swoje porty zbudował wielkim nakładem kosztów linię kolejową. Linię kolejową, która ćwierć wieku temu wydawała się nierealna i w latach 70 niemal doprowadziła do bankructwa afrykańskiego państwa. Budowa została jednak pomyślnie i zakończona i po uruchomieniu trasy cały urobek mógł być transportowany bezpośrednio do gabońskiego portu Owendo mieszczącego się nieopodal stolicy Libreville.
Ostatecznie kolejka linowa została zamknięta w 1986 roku. Podczas gdy Moanda nadal prosperowała, Bakoumba i Mbinda cierpiały z powodu wycofania z nich przemysłu. Aby w dotkniętym bezrobociem regionie wesprzeć rozwój branży turystycznej, COMILOG sfinansował utworzenie w Bakoumba Parku Lékédi.